# 根津月直
根津 月直（ねづ つきなお、弘治元年（1555年） - 天正3年（1575年））は、戦国時代の武将。禰津月直、神平月直とも 。

## 略歴
根津城主・禰津常安の長男 。天正3年（1575年）長篠の戦いの戦いで討死した 。
父常安は次男根津信政がまだ幼少であったため、根津昌綱を養子に取った 。